# Edoardo Agnelli (imprenditore 1892)
Edoardo Agnelli (Verona, 2 gennaio 1892 – Genova, 14 luglio 1935) è stato un imprenditore e dirigente sportivo italiano.

## Biografia
Figlio di Giovanni Agnelli, il fondatore della FIAT, di Clara Boselli e fratello di Aniceta Caterina, nacque a Verona dov'era di guarnigione il padre, in quel periodo ufficiale di cavalleria. Si laureò in giurisprudenza e partecipò alla prima guerra mondiale come ufficiale di cavalleria, facendo anche da conducente – allora un'attività poco diffusa – al generale Luigi Cadorna. Dopo la laurea viaggiò in tutto il mondo per arricchire la propria cultura in campo industriale e, una volta tornato in Italia, occupò diverse cariche tra cui le vicepresidenze della FIAT, delle Officine di Villar Perosa e del Consiglio Provinciale dell'Economia, e le presidenze dei consigli di amministrazione dei quotidiani La Stampa e Giornale del Pinerolese.
Appassionato di sport, ricoprì la carica di vicepresidente del Foot-Ball Club Juventus all'inizio degli anni 1920, durante la gestione di Gino Olivetti, finché il 24 luglio 1923 ne divenne proprietario e presidente, incarico che manterrà per i seguenti dodici anni. Sotto il suo mandato instaurò il primo sodalizio imprenditoriale-sportivo nel Paese – tuttora in essere – e fece del club, in ambito sportivo, la stella del calcio italiano con la vittoria di sei campionati nazionali in dieci anni, di cui cinque consecutivi, nonché una delle migliori squadre europee del periodo interbellico, oltre a farla diventare una delle prime società sportive peninsulari ante litteram introducendo, dopo averla ristrutturata a livello aziendale, un insieme di rinnovati criteri manageriali ispirati al contemporaneo fordismo e all'organizzazione interna della FIAT includendo un peculiare modello gestionale noto a posteriori come lo Stile Juventus; oltreché dotare d'illuminazione artificiale – primo esempio in Italia – lo stadio di Corso Marsiglia costruito durante la gestione precedente; inoltre diede nuovo impulso all'attività polisportiva già in essere in casa juventina a fine XIX secolo, diversificandone il raggio d'azione in discipline quali bocce e tennis racchiuse sotto l'egida della nuova Juventus – Organizzazione Sportiva S.A. (in cui confluì la stessa squadra calcistica). Ricoprì infine un ruolo decisivo nella svolta verso il professionismo del calcio italiano, promuovendo l'idea di un campionato unificato su scala nazionale (simile a quello inglese), proposta che darà origine nel 1926 alla Carta di Viareggio e alla Divisione Nazionale.
(Da Hurrà, rivista istituzionale della Juventus, luglio 1923)

La rosa e la dirigenza della Juventus, all'alba del Quinquennio d'oro, posano assieme alla prima di un'amichevole a Villar Perosa (1931); al centro, il presidente Edoardo Agnelli accanto il padre Giovanni, massimo dirigente della FIAT

Fonda anche una stazione invernale che diverrà presto prestigiosa e famosa: il Sestriere, dal nome dell'omonimo colle, a cui si giunge dal paese di origine della famiglia Agnelli, Villar Perosa, sita poco più oltre Pinerolo sulla omonima statale (la 23), che a partire da Pinerolo sale lungo la sinistra orografica del Chisone.
Un grave incidente stroncò la vita, a soli 43 anni, dell'erede di Giovanni Agnelli. Il 14 luglio 1935, una calda domenica estiva, Edoardo rientrava da Forte dei Marmi con l'idrovolante del padre, un Savoia-Marchetti S.80 pilotato dall'asso dell'aviazione Arturo Ferrarin; diretto a Genova per poi raggiungere Torino in treno, durante l'ammaraggio all'idroscalo i galleggianti del velivolo urtarono un tronco vagante sullo specchio d'acqua e il mezzo si ribaltò: il pilota ed Edoardo rimasero illesi ma quest'ultimo si alzò in piedi nell'abitacolo, posto sotto al motore montato su una gondola, e morì colpito alla nuca dall'elica rimasta in movimento – in conseguenza all'incidente, la casa produttrice modificò la struttura dell'aereo spostando il motore in posizione meno pericolosa.

## Matrimonio e discendenza
Edoardo sposò Virginia Bourbon del Monte, principessa di San Faustino, il 5 giugno 1919 a Roma, dalla quale ebbe sette figli:
- Clara (1920-2016), sposò nel 1940 Tassilo Fürstenberg (1903-1989), dal quale ha avuto Virginia detta Ira (1940-2024), Egon (1946-2004) e Sebastian (1950) Fürstenberg. Sposò in seconde nozze Giovanni Nuvoletti (1912-2008).
- Gianni (1921-2003), Presidente della FIAT e della Juventus, sposò Donna Marella Caracciolo di Castagneto (1927-2019), dalla quale ha avuto Edoardo (1954-2000), morto suicida e Margherita (1955). Da Margherita discendono John Elkann, Lapo Elkann, Ginevra Elkann e Anna, Tatiana, Pietro, Sofia e Maria De Pahlen.
- Susanna (1922-2009), sposò nel 1945 Urbano Rattazzi (1918-2012), dal quale ha avuto sei figli: Ilaria, Samaritana (moglie di Vittorio Sermonti e madre di Pietro), Cristiano, Delfina, Lupo e Priscilla Rattazzi.
- Maria Sole (1925), sposò Ranieri Campello (1908-1959) e in seconde nozze Pio Teodorani Fabbri (1924-2022[7]). Ha cinque figli: Virginia, Argenta, Cinzia, Bernardino Campello ed Eduardo Teodorani Fabbri.
- Cristiana (1927), sposò Brandolino Brandolini d'Adda (1918-2005), dal quale ha avuto quattro figli: Tiberio, Leonello, Nuno e Brandino Brandolini d'Adda.
- Giorgio (1929-1965), celibe e senza figli, morto all'età di 35 anni, in circostanze non chiare, nella clinica dove era ricoverato per schizofrenia.
- Umberto (1934-2004), Presidente della FIAT e della Juventus, sposò Antonella Bechi Piaggio di Luserna (1938-1999), dalla quale ebbe due gemelli Enrico e Alberto (1962), vissuti solo pochissimi giorni, e Giovanni Alberto (1964-1997) detto Giovannino, morto all'età di 33 anni per un tumore; in seconde nozze sposò Allegra Caracciolo (1945), cugina della cognata, dalla quale ha avuto Andrea (1975) e Anna (1977).